# Skafidia
Skafidia  este un oraș în Grecia în prefectura Elida.